# Анаклет I
Клет (Анаклет) (на латински: Cletus (Anacletus)) е третият римски папа (след свети Петър и Лин).
Няма точни сведения за продължителността на понтификата му. Различни източници посочват като начало и край годините 76 (78) – 88 (90). В годишника на Светия престол Annuario Pontificio е зададен периодът 80 – 92 г., като се посочва, че за първите два века, датите за начало и край на понтификата са несигурни.